# Centro Comercial Cevahir
El Centro Comercial Cevahir (en turco: Cevahir Alışveriş Merkezi) es un moderno centro comercial ubicado en la avenida Büyükdere en el distrito de Sisli de Estambul, en Turquía. Inaugurado el 15 de octubre de 2005, Estambul Cevahir fue el mayor centro comercial de Europa en términos de área bruta locativa entre 2005 y 2011, y es uno de los más grandes del mundo. Estambul Cevahir fue construido en una parcela de 62 475 m² y con un coste de US $ 250 millones. Tiene una superficie total de 420 000 m² y una superficie bruta alquilable de 110 000 m² de tiendas y restaurantes.